# Vazokonstrikcija
Vazokonstríkcija  povečanje napona (tonusa) gladke mišičnine v žilni steni, ki povzroči zoženje žil. Nasproten pojav je vazodilatacija.
Generalizirana vazokonstrikcija povzroči povišanje sistemskega krvnega tlaka, če pa gre za vazokonstrikcijo v specifičnih tkivih, pride do lokaliziranega zmanjšanja krvnega pretoka skozi prizadeto tkivo.  
Snovi, ki povzročijo zoženje žil, imenujemo vazokonstriktorji. Vazokonstrikcijo prožijo zlasti različni hormoni, ki se vežejo na določene receptorje v žilni steni (na primer noradrenalin na alfaadrenergični receptor). Vazokonstriktorni hormoni so angiotenzin I, angiotenzin II, serotonin, tromboksan A2, endotelin, noradrenalin in adrenalin v zelo visokih koncentracijah, sicer pa slednji deluje vazodilatorno. Vazokonstrikcijo lahko povzročijo tudi zdravila ali druge v telo vnesene snovi, na primer antihistaminiki, dekongestivi, stimulansi osrednjega živčevja ...